# Reserva Biológica das Perobas
A Reserva Biológica das Perobas é uma unidade de conservação brasileira de proteção integral à natureza, ocupando parte do território dos municípios paranaenses de Tuneiras do Oeste e Cianorte.

## Histórico
Perobas integra a proposta do governo federal para implementar oito áreas protegidas nos Estados do Paraná e Santa Catarina, tendo sido definida pelo Ministério do Meio Ambiente e pelo Ibama como forma de proteger a área. O processo de criação da reserva não foi pacífico, tendo sido movidas ações em tribunal contra a sua instituição. Em Dezembro de 2005, o desembargador Nylson de Abreu considerou que a manutenção dos entraves ofendiam o interesse público e lesavam o meio ambiente, uma vez que a reserva preserva a biodiversidade da Mata Atlântica e os recursos genéticos, minimizando o risco de extinção das espécies, como a araucária, preservando ainda mananciais e muitos outros recursos naturais. Finalmente, a 20 de março de 2006, através de decreto sem número emitido pela Presidência da República, foi criada a Reserva Biológica das Perobas. O decreto foi publicado no Diário Oficial da União no dia seguinte. O nome da reserva presta homenagem às perobas, uma das espécies arbóreas em perigo.

## Características

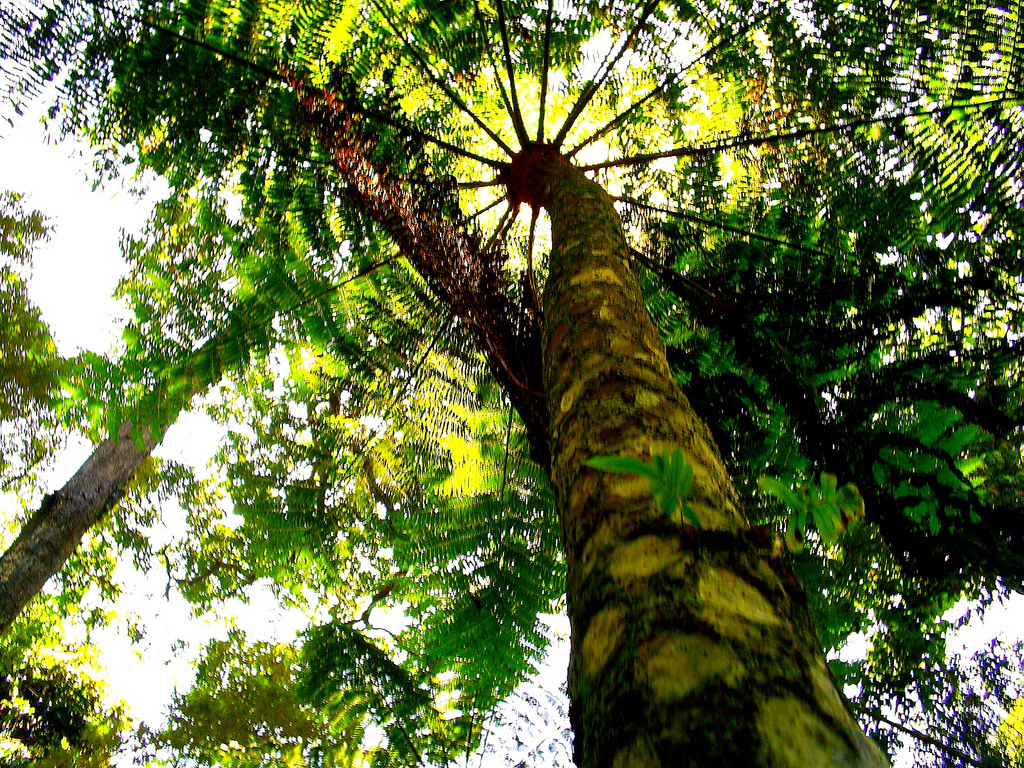
O xaxim, uma das espécies protegidas pela Reserva Biológica das Perobas

A unidade conserva as nascentes de dois afluentes do Rio Ivaí, protegendo ainda as últimas parcelas que ainda se encontravam desprotegidas da Floresta Estacional Semidecidual, um dos tipos de formação da Mata Atlântica. Este tipo de floresta atualmente já só pode ser encontrado em parte dos parques nacionais do Iguaçu e da Serra da Bodoquena. A reserva é considerada uma área de transição entre a Floresta Estacional Semidecidual e a Floresta Ombrófila Mista (Araucárias), onde há predomínio de peroba. A maior parte está implantada em terra pública, havendo no entanto regiões que se encontravam ocupadas por proprietários rurais, que foram desapropriados.

### Fauna e flora
Na reserva podem ser encontrados mamíferos de grande porte, como o leão-baio (Puma concolor), a jaguatirica (Leopardus pardalis), a anta (Tapirus terrestris) e o porco-do-mato (Tayassu tajacu), além de aves raras como o gavião-pato (Spizaetus melanoleucus), araçaris e tucanos, que tem procurado refúgio na última floresta mesófila do noroeste paranaense. Espécies arbóreas nativas sob ameaça, como o xaxim, a araucária, a canela e a peroba, também podem ser encontradas no interior da reserva.  A mata está cercada pela agricultura e por erosões, constituindo o único refúgio para os animais que fogem da desflorestação e da caça.

## Ameaças

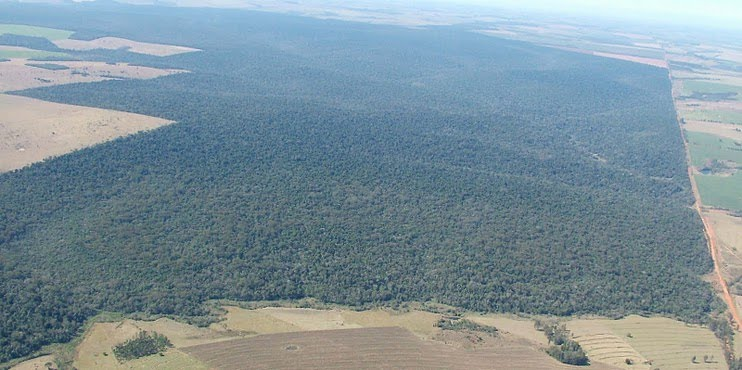
A reserva se encontra isolada devido ao desmatamento no entorno

Maurício Savi, biólogo do Ministério do Meio Ambiente e coordenador da força-tarefa que mapeou regiões em Santa Catarina e no Paraná para a criação de áreas protegidas, considera que esta reserva apresenta a "maior concentração de fauna já vista no Brasil". No entanto, a grande população de animais é razão para preocupação, pois "a caça está facilitada. Já encontramos muitas trilhas de caçadores na região", segundo Savi, que diz ser possível encontrar num pequeno espaço rastros de porcos-do-mato, veados, pumas e antas. O problema, segundo Savi, é a área ser "muito pequena para animais desse porte".
Uma outra preocupação de Savi são as erosões em torno da área destinada à unidade de conservação, provocadas pela desflorestação, que expõe o solo arenoso e extremamente frágil da região.